# Rrapë
Rrapë znana również jako Rapje, Rrapa, Rrapaj, Rrape, Rrapja, Rrapë, Rrype oraz Rrypë – wieś położona w północnej części Albanii w gminie Rrapë, będąca jednocześnie siedzibą gminy. Wieś znajduje się 81 kilometrów od stolicy państwa, Tirany.

## Demografia
Według spisu ludności z 1989 roku we wsi Rrapë mieszkało 639 mieszkańców.